# Sigrun
Sigrun – córka Högniego, siostra Bragiego i Daga. Ojciec przyrzekł oddać ją za żonę Hödbroddowi, synowi Granmara, ale dziewczyna nie podporządkowała się woli rodzica i została walkirią. Pokochała Helgiego, którego zobaczyła po raz pierwszy w czasie bitwy z Hundigiem, obserwując jej przebieg. Po walce wdała się z młodzieńcem w rozmowę, a on obwieścił jej zabicie wroga (co było prawnie wymaganym zwyczajem).
Po raz drugi przybyła do Helgiego, gdy przy kamieniu zwanym Arastein odpoczywał po zwycięstwie nad synami Hundiga. Otwarcie wyznała mu wtedy swoją miłość i poprosiła o obronę przed Hödbroddem. Odwzajemniający uczucia walkirii Helgi natychmiast przedsięwziął wikińską wyprawę przeciw niechcianemu zalotnikowi. Z pomocą ośmiu towarzyszek – walkirii, Sigrun uśmierzyła morską burzę grożącą flocie ukochanego, on zaś szczęśliwie dotarł do celu i pokonał Granmara, uwalniając dziewczynę od ułożonego małżeństwa. W walce z ręki bohatera padli też najbliżsi Sigrun: Högni i Bragi, którzy wierni danemu kiedyś słowu stanęli po stronie wzgardzonego Hödbrodda przeciwko ukochanemu córki i siostry.
Sigrun, mimo rodzinnej tragedii, wyszła za Helgiego i urodziła mu synów (oznacza to, że przestała być walkirią). Jej szczęście nie trwało jednak długo, gdyż Helgi zginął z ręki Daga wypełniającego – wbrew złożonej ongiś przysiędze wierności – obowiązek rodowej zemsty. Oszalała z rozpaczy Sigrun nie tylko rzuciła na brata-mściciela straszliwą i nieodwołalną klątwę, ale nawet zaczęła myśleć o samobójstwie. Któregoś dnia służąca przyniosła jej prośbę Helgiego o spotkanie w kopcu grobowym i małżonkowie spędzili ze sobą noc pełną wspomnień i miłości. Cud ten, mimo nadziei Sigrun, nie powtórzył się więcej i nieszczęsna umarła wkrótce z żalu i tęsknoty. Opowiadano jednak, że Helgi i Sigrun urodzili się po raz drugi (w istocie dla niej były to trzecie narodziny): on jako Helgi Haddingjaskati, ona – jako walkiria Kara, córka Halfdana.